# Колепасо
Колепа̀со (на италиански: Collepasso, на местен диалект Culupazzu, Кулупадзу) е градче и община в Южна Италия, провинция Лече, регион Пулия. Разположено е на 120 m надморска височина. Населението на общината е 6353 души (към 2012 г.).